# Silnice II/319
Silnice II/319 je silnice II. třídy, která vede z Rychnova nad Kněžnou do Bartošovic v Orlických horách. Je dlouhá 27 km. Prochází jedním krajem a jedním okresem.

## Vedení silnice

### Královéhradecký kraj, okres Rychnov nad Kněžnou
- Rychnov nad Kněžnou (křiž. I/14, III/3193, III/3191)
- Javornice (křiž. III/3192, III/3195, III/3196)
- Pěčín (křiž. II/310, III/3198, peáž s II/310)
- Rokytnice v Orlických horách (křiž. II/310, III/31910, III/3111, peáž s II/310)
- Bartošovice v Orlických horách (křiž. II/311, III/31911)